# Florin Curta
Florin Curta (* 16. Januar 1965) ist ein rumänischstämmiger US-amerikanischer Historiker mit Schwerpunkt im Bereich der Geschichte des mittelalterlichen Osteuropa.
Curta studierte zunächst von 1984 bis 1988 Geschichte an der Universität Bukarest. 1990 bis 1993 war er als Archäologe am Institut für Archäologie in Bukarest tätig. Seit 1993 studierte er an der Western Michigan University, wo er 1998 promovierte. Seit 1999 lehrt er als Professor für mittelalterliche Geschichte und Archäologie an der Universität von Florida in Gainesville.
Curta ist Spezialist auf dem Gebiet der Geschichte des Balkans. Er hat mehrere vielbeachtete und zugleich hochumstrittene Publikationen veröffentlicht, z. B. zu den spätantiken Slawen und der Geschichte Südosteuropas im Früh- und Hochmittelalter.

## Schriften (Auswahl)
- The Making of the Slavs. History and Archaeology of the Lower Danube Region, c. 500–700 A.D. Cambridge University Press, Cambridge 2001 (ausgezeichnet mit dem Herbert Baxter Adams Prize of the American Historical Association).
- Southeastern Europe in the Middle Ages, ca. 500–1250. Cambridge University Press, Cambridge 2006.
- The Edinburgh History of the Greeks, c. 500 to 1050. The Early Middle Ages. Edinburgh University Press, Edinburgh 2011.

### Herausgeberschaft
- East Central & Eastern Europe in the Early Middle Ages. University of Michigan Press, Ann Arbor 2005.
- Borders, barriers, and ethnogenesis. Frontiers in late Antiquity and the Middle Ages. Brepols, Turnhout (Belgien) 2005.
- The other Europe in the Middle Ages. Avars, Bulgars, Khazars, and Cumans. Brill, Leiden / Boston 2008.
- Neglected Barbarians. Brepols, Turnhout 2011.
- mit Bogdan-Petru Maleon (Hrsg.): The Steppe Lands and the World Beyond Them. Studies in Honor of Victor Spinei on his 70th Birthday. Editura Universității „Alexandru Ioan Cuza“, Jassy 2013.